# أندرو هاسلام
أندرو هاسلام هو سياسي كندي، ولد في 23 يونيو 1846 في جزيرة أيرلندا في المملكة المتحدة، وتوفي في 10 أبريل 1923. نشط حزبياً في حزب كندا المحافظ. وقد انتخب عضو مجلس العموم الكندي.